# Mollinedia marquetiana
Mollinedia marquetiana es una especie de planta de flores perteneciente a la familia Monimiaceae. Es endémica de Brasil en Bahía y Espírito Santo. Está tratada en peligro de extinción por pérdida de hábitat.

## Fuente
- Peixoto, A.L. 1998.  Mollinedia marquetiana.   2006 IUCN Red List of Threatened Species.   Bajado el 22-08-2007.